# Дионисий (Ладопулос)
Митрополи́т Диони́сий (греч. Μητροπολίτης Διονύσιος в миру Иоа́ннис Ладо́пулос греч. Ιωάννης Λαδόπουλος; 1929, Кисамос — 8 августа 2008, Неаполис) — епископ Элладской православной церкви и формально Константинопольской православной церкви, митрополит Неапольский и Старопольский (1974—2004).

## Биография
Родился в 1929 году в Кастелли, на Крите в семье, бежавшей в период малоазийской катастрофы из Смирны. В 1939 году семья переехала в Синдос.
В 1955 году был рукоположен в сан диакона, а в 1960 году митрополитом Китросским Варнавой был рукоположен в сан пресвитера.
В 1965 году окончил Халкинскую богословскую школу.
26 мая 1974 года был рукоположен в сан епископа и возведён в достоинство митрополита Неапольского и Старопольского, став первым архиереем новообразованной епархии.
В период управления епархией им было совершено более 150 хиротоний, в 1994 году открыта школа для подготовки духовенства, при его участии было построено более тридцати новых церквей, он также способствовал завершению строительства многих старых проектов. Были открыты церковные детские сады, библиотеки, летние лагеря, церковные средние школы, общежития для студентов, приходские столовые для благотворительного питания и многие другие епархиальные структуры.
25 августа 2004 года был уволен на покой по состоянию здоровья.
Скончался 8 августа 2008 года и был похоронен 11 августа у стен кафедрального Иоанно-Предтеченского собора города Неаполиса.